# Christine Authier
Pour les articles homonymes, voir Authier (homonymie).
Christine Authier, née le 20 mars 1950 à Verruyes et morte le 14 août 2022 à Luynes en Indre-et-Loire, est une auteure-compositrice-interprète et animatrice de radio française. 

## Biographie
Née Christine Bobin en 1950 à Verruyes (Deux-Sèvres), Christine Authier est issue d'une famille de notables et passe son enfance dans une paisible bourgade poitevine. Au début des années 1960, la famille s'installe à Paris tout en revenant périodiquement dans son village natal. À l'adolescence, elle découvre le blues du Delta du Mississipi et le folk américain, et apprend à jouer de la guitare acoustique.
Elle participe aux hootenanies du Centre américain de Paris et interprète dans des MJC de banlieue les chansons du folk américain, inspirée par ses modèles Joan Baez, Bob Dylan et Pete Seeger.

### Carrière
Intégrée dans l'agence artistique de Jean Dufour, qui s'occupe notamment d'Yves Duteil, Julos Beaucarne et Félix Leclerc, Christine Authier enregistre l'album La Noce d'Étienne au Chant du monde, couronné par le grand prix international du disque de l'Académie Charles-Cros.
Dans les années 1980 à 2000, Christine Authier emprunte deux chemins qui se complètent : auteure-compositrice-interprète et productrice-animatrice à Radio France.
Vivant à Parthenay, « Je chante mon pays », dit-elle, « un pays sans portes ni fenêtres, un pays qui a le temps ».
Émigrant à Radio Mayenne, elle produit et anime ensuite pendant dix ans à Radio Bleue le magazine L'Art et la manière, lieu de rencontre avec des artistes. Elle écrit également des pièces de théâtre radiophoniques et compose pour des livres-cassettes destinés à la jeunesse.
En 1996, Christine Authier subit un échec par la non-distribution des 3 000 CD de sa version française de Funeral Blues (en), poème de W. H. Auden, qui devait accompagner le DVD-promo du film Quatre mariages et un enterrement.
Son disque J'aimais, écrit à la première personne, paraît en 1997.
En 2000, Christine Authier part vivre au Québec dont elle rapporte deux ans plus tard des chansons et un projet, Les Cailloux du Saint-Laurent, spectacle produit en 2005. Quelques CD suivent, dont en 2013 Folk Lady.
Elle meurt à Luynes en Touraine le 14 août 2022 à l'âge de 72 ans.

### Famille
Christine Authier est la mère de la chanteuse Berry.

## Discographie
- 1976 : Solen (UPCP - Indép.) Musiciens : Christine Authier, Jean-Louis Proust, Jean-Michel Decemme, Maurice Pacher. Arrangements : Jean-Louis Proust
- 1977 : La Noce d’Étienne (Le Chant du monde) grand prix international du disque de l'Académie Charles-Cros 1978. Musiciens : Christine Authier, Gaël Rias, Jean-François Gaël, Patrice Caratini. Arrangements : Jean-François Gaël.
- 1979 : La valse des étiquettes (RCA). Musiciens : Christine Authier, Gaël Rias, Jean-François Gaël, Willy Lockwood, Tran Quan Hai, Patrice Caratini. Arrangements : Jean-François Gaël et Gaël Rias.
- 1983 : La Muraille (JAM- Indép.). Musiciens : Denis Barbier, Claude Bernard, Pierre Blanchard, Isabelle Caillard, Manuel Denizet, François Dréno, Michel Godard, Philippe Gumplowicz, Laurent Hoevanaers, Gérard Marais, Nano Peylet, Gaël Rias, Michel Saulnier, Philippe Slominski, Marc Steckar, Patricio Villaroel. Arrangements : Gérard Marais. Chœur spécial pour la chanson La Muraille, avec 50 artistes, dont : Tri Yann, Anne Sylvestre, François Corbier, Yvon Étienne, Joël Favreau, Henri Gougaud, Pauline Julien, Serge Llado, Roger Mason, Isabelle Mayereau, Marc Ogeret, Nazaré Péreira, Gérard Pierron, Gilles Servat...)
- 1993 : Salut Dylan (L'Oiselle - Indép.). Musiciens : Jacky Bouladoux, Sylvain Braconnier, Joël Favreau, Claude Langlois, Jacques Mahieux, Gérard Marais, Pascal Mikaelian, Guillaume Petite, Dominique Pifarely, Michel Saulnier, Patrick Verbeke. Arrangements : Patrick Verbeke, Gérard Marais, Michel Saulnier
- 1996 : Laisse passer mon amour- Funeral Blues (L'Œil du musicien - Indép.) Musiciens : Christine Authier, Lionel Dudognon, Juan-Manuel Folero, Manu et Serge Michel. Arrangements : Lionel Dudognon
- 1997 : J'aimais (Le Loup du faubourg - Indép.) Musiciens : Christine Authier, Marcel Azzola, Noël Balen, Lionel Dudognon, Étienne Gaillochet, Renaud Garcia-Fons, Robert Le Gall, Agnès Royon-Lémée, Michel Saulnier. Arrangements : Farid Aouameur
- 2003 : Chansons de 1978 à 1984 Compilation - (Bonjour les gens - Indép.) Réalisation studio et arrangements des inédits : Lionel Dudognon
- 2004 : Les Cailloux du St Laurent (Bonjour les gens - Indép.) Musiciens : Christine Authier, Pascale Berthomier, Lionel Dudognon, Christian Pacher, Richard Puaud. Arrangements : Lionel Dudognon
- 2008 : Chansons aux Pommes (Bonjour les gens - Indép.) Musiciens : Christine Authier, Lionel Dudognon, Mathieu Péquériau, Richard Puaud. Arrangements : Lionel Dudognon et Richard Puaud
- 2013 : Folk Lady.